# Kaplica św. Augustyna we Wrocławiu
Kaplica św. Augustyna – kaplica, która znajdowała się we Wrocławiu przy obecnej ul. Januszowickiej 32/36. Wybudowana w 1902 roku w stylu neoromańskim dla sióstr szarytek. W budynku funkcjonował pensjonat dla kobiet w podeszłym wieku, którym opiekowało się 12 sióstr.
Od 1910 roku odbywały się w niej ogólne nabożeństwa. Kaplicę zburzono w 1945 roku.